# Brigate Garibaldi
Brigate Garibaldi bzw. Garibaldi-Brigaden waren Partisaneneinheiten, die der Italienischen Kommunistischen Partei angeschlossen waren und sich vom Herbst 1943 bis zum Ende des Zweiten Weltkriegs am bewaffneten Widerstand gegen die deutschen Besatzer und die faschistischen Kräfte der Italienischen Sozialrepublik beteiligten. Sie sind nach dem italienischen Freiheitskämpfer Giuseppe Garibaldi benannt, jedoch nicht zu verwechseln mit dem Garibaldi-Bataillon, das im Spanischen Bürgerkrieg auf republikanischer Seite im Rahmen der Internationalen Brigaden eingesetzt wurde.

## Geschichte
Die ersten Garibaldi-Brigaden wurden einige Wochen nach dem Waffenstillstand von Cassibile im Oktober 1943 aufgestellt, bis zum April 1945 wuchs ihre Anzahl auf mehrere Hunderte an. Sie wurden von den Kommunisten Luigi Longo und Pietro Secchia (1903–1971) geführt. Sie gehörten dem Komitee der nationalen Befreiung an und bestanden mehrheitlich aus Kommunisten, doch fanden sich unter ihnen auch einige Sozialisten. Zu den Garibaldi-Brigaden gehörten auch die Gruppi d’Azione Patriottica (GAP, „Patriotische Aktionsgruppen“), kleine Gruppen von jeweils fünf bis sechs Partisanen. Im Einsatz waren die Brigadisten an ihren roten Taschentüchern um den Hals und einem roten Stern auf ihrer Kopfbedeckung zu erkennen. Die Brigaden waren hauptsächlich in Mittel- und Norditalien tätig und waren auch die Stoßtruppe der Massenerhebung im April 1945, an deren Ende Mussolini und seine Geliebte Clara Petacci am 28. April 1945 in Mezzegra am Comer See erschossen wurden.

## Bekannte Mitglieder (Auswahl)
- Gabriele Mucchi (1899–2002), Maler
- Luigi Longo (1900–1980), Politiker
- Pietro Secchia (1903–1973), Politiker
- Giorgio Amendola (1907–1980), Politiker und Schriftsteller
- Walter Audisio[1] (1909–1973), Politiker
- Paolo Caccia Dominioni (1896–1992), Ingenieur, Architekt, Offizier und Schriftsteller